# トラックめいめい
トラックめいめい（2000年12月2日 - ）は、日本のトラック運転手、インフルエンサー。
北海道出身。札幌市の運送会社に勤務して、大型・中型トラックの運転を行っている。
仕事終わりの食事などを楽しむ姿が話題となり、2024年12月15日現在、X（旧・Twitter）のフォロワーは35万4000人を超えている。

## トラックガール
本人を原案とするオリジナルドラマ『トラックガール』が、2023年7月19日よりFODにて配信を開始した。全6話。主演は乃木坂46の遠藤さくら。
地上波では、同年10月12日（11日深夜）から11月16日（15日深夜）までフジテレビ（関東ローカル）にて放送された。
2025年5月17日より、続編となる『トラックガール2』がFODにて配信された。全6話。
地上波では、同年7月9日（8日深夜）からフジテレビ（関東ローカル）にて放送中。
本稿では便宜上、第1作をS1、続編をS2の略称で表記する。

### 登場人物

#### 亀尾運輸
- 鞍手じゅん - 遠藤さくら（乃木坂46）

本作の主人公。北海道出身。中型免許を所持し、大型免許取得を目指している。フォークリフトの免許も持っているが、ダイエットのために手積みに拘る。悩む前に行動し、非常にポジティブな性格で、他人に出来ることは自分にもできると思っている。高校在学時にファッション業界への就職を志すが、給与水準の低さに驚き、「洋服は作る側じゃなく、消費する側に回る！」と、無免許で亀尾運輸に入社する。仕事後に居酒屋でビールを飲むのが至福のひと時。
- 広川勘太 - 望月歩

じゅんの同僚のトラックドライバー。心配症な性格。じゅんに気がある。トラックには、右足から乗る。
- 吉志満 - きょん（コットン）

亀尾運輸社長。オシャレでひょうきんな性格。
- 基山ゆり子 - 山野海

亀尾運輸の事務職員。経費削減に厳しく、女性であることから他のトラックドライバーたちからちやほやされているじゅんに嫉妬している。勤務前の運転手に折り鶴を渡している。
- 桜島毅 - 山口智充

じゅんの先輩のトラックドライバー。仕事を筋トレだと思っている。仕事先で交通安全の御守を買っている。筋トレのし過ぎでぎっくり腰になって休んだことがある。

#### その他
- 居酒屋店長 - くっきー![注釈 1]（野性爆弾）

じゅんが行きつけの居酒屋店長。じゅんと仲が良い。
- 直方ミナ - 森田想

じゅんの幼馴染。高校卒業後はファッション業界に就職する。じゅんとはリモートで飲み会したり、上京して居酒屋で飲んだりしている。

#### ゲスト
S1

##### 第1話
- 緑川 - 伊藤修子

納品先の職員。じゅんと話をしたことで、荷物の搬入に挑戦する。

##### 第2話
- 宮原昇 - 池田鉄洋 (S2第5話)

納品先の職員。鳶職に就職したい娘を心配している。じゅんに説得されて、娘の夢を応援する。TikTokを「チックタック」と発音している。
- 宮原萌花 - 奥田こころ

昇の娘。将来の夢は鳶職人になること。

##### 第3話
- 古賀達夫 - 阪田マサノブ

うさまる運輸から亀尾運輸に異動してきたベテランドライバー。じゅんが1日新人教育をする。無口で不愛想だが、道に詳しい。半年前、うさまる運輸で事務職に異動したことにより、好きな運転が出来なくなり、それ以降禁酒、禁煙した。最初はじゅんと衝突したが、研修後は仲良くなる。

##### 第4話
- 玉名唯人 - 六角慎司

じゅんが通う自動車学校の教官。じゅんの運転を褒める。度が過ぎた冗談を言う。
- 山浦三郎 - 八嶋智人 （S2第2話）

じゅんが居酒屋で出会ったサラリーマン。じゅんと意気投合し、彼女にハイボールを奢った。S2第2話で再登場。じゅんの影響で運送会社を起業する。武田信玄という名前のアカウントでじゅんにDMで相談する。
- 今井 - 田中俊介

山浦の部下。

##### 第5話
- 溝辺 - 渋江譲二

納品先の職員。納品時間が大幅に遅れて、ビアホールのオープンにビールが間に合わないかもしれないとじゅんに教えたところ、彼女が積んできたビールの生樽を荷台から全て1人で下ろし、驚いた。

##### 第6話
- 玖珠博臣 - 星田英利

納品先の職員。年をとっていて、忘れっぽい性格。
S2

##### 第1話
- 花輪 - 松澤一之

道の駅の駅長。じゅんのファン。

##### 第4話
- 鶴巣 - 永山たかし

ライター。語尾がミュージカル口調になる。

##### 第6話
- 鞍手真美 - 櫻井淳子

じゅんの母。
- 鞍手みう - 滝口芽里衣

じゅんの妹。

#### スタッフ
- 原案 - トラックめいめい
- 脚本 - たかせしゅうほう
- 主題歌
  - S1 - ジェニーハイ 「トラップガール」（unBORDE / WARNER MUSIC JAPAN）
  - S2 - 星屑スキャット「adDRESS」（euclid agency inc.）
- 企画・演出 - 林希（博報堂ケトル）
- プロデュース
  - S1 - 下川猛、鹿内植
  - S2 - 鹿内植
- プロデューサー
  - S1 - 紙谷崇之（ROBOT）、栁川由起子（共同テレビジョン）
  - S2 - 栁川由起子（共同テレビ）、齋藤理恵子（共同テレビ）
- ラインプロデューサー
  - S1 - 齋藤理恵子（共同テレビジョン）、鎌倉希（リオネス）
- アソシエイトプロデューサー
  - S2 - 紙谷崇之（ギークピクチュアズ）、鎌倉希
- 制作協力
  - S1 - ROBOT、共同テレビジョン
  - S2 - 共同テレビ
- 制作著作 - フジテレビジョン

#### 放送日程

##### S1
| 各話  | 放送日  | 放送日   | サブタイトル                               |
| 各話  | 配信    | 地上波   | サブタイトル                               |
| ----- | ------- | -------- | ------------------------------------------ |
| 第1話 | 7月19日 | 10月12日 | 21歳女性トラック運転手が仕事を頑張る理由   |
| 第2話 | 7月19日 | 10月19日 | 女の職業とは…?娘を持つ父親からの相談       |
| 第3話 | 7月19日 | 10月26日 | 65歳に新人教育!?それぞれの仕事へのこだわり |
| 第4話 | 7月19日 | 11月02日 | 自分への“挑戦”と“ご褒美”                   |
| 第5話 | 7月19日 | 11月09日 | 疲労は最高のつまみ!                        |
| 第6話 | 7月19日 | 11月16日 | みんなで優勝!最高の一杯のために            |

##### S2
| 各話  | 放送日  | 放送日  | サブタイトル                                      |
| 各話  | 配信    | 地上波  | サブタイトル                                      |
| ----- | ------- | ------- | ------------------------------------------------- |
| 第1話 | 5月17日 | 7月09日 | 帰ってきたトラックガール! まさかの1日警察署長!?   |
| 第2話 | 5月17日 | 7月16日 | ご指名が増えたトラックガール! DMでお悩み解決?!    |
| 第3話 | 5月17日 | 7月23日 | 緊急事態発生で筋肉ドライバーと1日ドライブ         |
| 第4話 | 5月17日 | 7月30日 | トラックガールに密着取材!? 自分にとっての天職とは |
| 第5話 | 5月17日 | 8月06日 | 当て逃げ被害!? バレなきゃいいは許されない!        |
| 第6話 | 5月17日 | 8月13日 | 自分らしくいられる場所                            |

## トラックめいめいとビールのおとも
本人を原案とする漫画『トラックめいめいとビールのおとも』が、コミックDAYSで2023年8月26日から連載されている。
原作はジャイロナックル、ネーム構成・作画はともぞが務める。